# جيورجيوس كرياكوبولوس
جيورجيوس كرياكوبولوس (مواليد 5 فبراير 1996) هو لاعب كرة قدم يوناني يلعب في مركز الظهير الأيسر في نادي ساسولو.

## روابط خارجية
- جيورجيوس كرياكوبولوس على موقع الاتحاد الدولي (مؤرشف)  (الإنجليزية)
- جيورجيوس كرياكوبولوس على موقع الاتحاد الأوربي (الإنجليزية)
- جيورجيوس كرياكوبولوس على موقع إي إس بي إن إف سي (الإنجليزية)
- جيورجيوس كرياكوبولوس على موقع قاعدة بيانات كرة القدم.إي يو (الإنجليزية)
- جيورجيوس كرياكوبولوس على موقع ليكيب (الفرنسية)
- جيورجيوس كرياكوبولوس على موقع ناشيونال فوتبول تيمز (الإنجليزية)
- جيورجيوس كرياكوبولوس على موقع Soccerbase.com (لاعب) (الإنجليزية)
- جيورجيوس كرياكوبولوس على موقع Soccerway.com (الإنجليزية)
- جيورجيوس كرياكوبولوس على موقع عالم كرة القدم.نت (الإنجليزية)
- جيورجيوس كرياكوبولوس على موقع AS.com (الإسبانية)